# Bergmekanik
Bergmekanik är mekaniken om berg och bergarters egenskaper som hållfasthet och berör konstruktion, säkring och kontroll av öppningar i berg. På grund av att berggrunden ständigt är belastad, bergspänning, är mekaniken komplex. Skjuvbox används för undersökning av bergssprickors deformation och hållfasthet. Bergmekaniska instrument, som tryckceller och extensometrar, övervakar tryck och deformation i bergsmassan. Mekaniken används främst inom gruv- och anläggningsteknik.